# Grande città circondariale
Grande città circondariale (in tedesco: Große Kreisstadt) è il titolo che portano i comuni di alcuni Stati federati della Germania (Baden-Württemberg, Baviera, Sassonia) che, oltre ai compiti tipici di un comune, svolgono anche quelli delle comunità amministrative della Germania.

## Lista delle "Grandi città circondariali"

### Nel Baden-Württemberg
- Aalen
- Achern
- Albstadt
- Backnang
- Bad Mergentheim
- Bad Rappenau
- Balingen
- Biberach an der Riß
- Bietigheim-Bissingen
- Böblingen
- Bretten
- Bruchsal
- Bühl
- Calw
- Costanza (Konstanz)
- Crailsheim
- Ditzingen
- Donaueschingen
- Ehingen (Donau)
- Ellwangen (Jagst)
- Emmendingen
- Eppingen
- Esslingen am Neckar
- Ettlingen
- Fellbach
- Filderstadt
- Freudenstadt
- Friedrichshafen
- Gaggenau
- Geislingen an der Steige
- Giengen an der Brenz
- Göppingen
- Heidenheim an der Brenz
- Herrenberg
- Hockenheim
- Horb am Neckar
- Kehl
- Kirchheim unter Teck
- Kornwestheim
- Lahr/Schwarzwald
- Leimen
- Leinfelden-Echterdingen
- Leonberg
- Leutkirch im Allgäu
- Lörrach
- Ludwigsburg
- Metzingen
- Mosbach
- Mössingen
- Mühlacker
- Nagold
- Neckarsulm
- Nürtingen
- Oberkirch
- Öhringen
- Offenburg
- Ostfildern
- Radolfzell am Bodensee
- Rastatt
- Ravensburg
- Remseck am Neckar
- Reutlingen
- Rheinfelden (Baden)
- Rheinstetten
- Rottenburg am Neckar
- Rottweil
- Schorndorf
- Schramberg
- Schwäbisch Gmünd
- Schwäbisch Hall
- Schwetzingen
- Sindelfingen
- Singen (Hohentwiel)
- Sinsheim
- Stutensee
- Tubinga (Tübingen)
- Tuttlingen
- Überlingen
- Vaihingen an der Enz
- Villingen-Schwenningen
- Waiblingen
- Waldkirch
- Waldshut-Tiengen
- Wangen im Allgäu
- Weil am Rhein
- Weingarten
- Weinheim
- Weinstadt
- Wertheim
- Wiesloch
- Winnenden

### In Baviera
- Bad Kissingen
- Bad Reichenhall
- Dachau
- Deggendorf
- Dillingen a.d.Donau
- Dinkelsbühl
- Donauwörth
- Eichstätt
- Forchheim
- Frisinga (Freising)
- Fürstenfeldbruck
- Germering
- Günzburg
- Kitzingen
- Kulmbach
- Landsberg am Lech
- Lindau (Bodensee)
- Marktredwitz
- Neuburg an der Donau
- Neumarkt in der Oberpfalz
- Neustadt b.Coburg
- Nuova Ulma (Neu-Ulm)
- Nördlingen
- Rothenburg ob der Tauber
- Schwandorf
- Selb
- Traunstein
- Weißenburg i.Bay.

### In Sassonia
- Annaberg-Buchholz
- Aue
- Auerbach/Vogtland
- Bautzen
- Bischofswerda
- Borna
- Brand-Erbisdorf
- Coswig
- Crimmitschau
- Delitzsch
- Dippoldiswalde
- Döbeln
- Eilenburg
- Flöha
- Freiberg
- Freital
- Glauchau
- Görlitz
- Grimma
- Großenhain
- Hohenstein-Ernstthal
- Hoyerswerda
- Kamenz
- Limbach-Oberfrohna
- Löbau
- Marienberg
- Markkleeberg
- Meißen
- Mittweida
- Niesky
- Oelsnitz
- Oschatz
- Pirna
- Plauen
- Radeberg
- Radebeul
- Reichenbach im Vogtland
- Riesa
- Rochlitz
- Schkeuditz
- Schwarzenberg
- Sebnitz
- Stollberg/Erzgebirge
- Torgau
- Weißwasser/O.L.
- Werdau
- Wurzen
- Zittau
- Zschopau
- Zwickau

## Altre categorie di città tedesche constatusspeciale
- Grande città di circondario (Große kreisangehörige Stadt), in Brandeburgo, Renania Settentrionale-Vestfalia, Renania-Palatinato, Schleswig-Holstein e Turingia
- Media città di circondario (Mittlere kreisangehörige Stadt), nella Renania Settentrionale-Vestfalia
- Grande città indipendente (Große selbständige Stadt), in Bassa Sassonia
- Comune indipendente (Selbständige Gemeinde), in Bassa Sassonia
- Città media (Mittelstadt), nel Saarland
- Città con status speciale (Sonderstatusstadt), in Assia

| Controllo di autorità | GND (DE) 4577422-5 |